# Lunga Marcia 2E
Il Lunga Marcia 2E (in cinese: 长征二号ES, Chángzhēng èrhào EP) è un lanciatore spaziale cinese. È stato progettato per il lancio di satelliti per telecomunicazioni in orbita di trasferimento geostazionaria.

## Storia
Ha effettuato in totale 7 lanci, tutti dal centro spaziale di Xichang. Quattro lanci si sono conclusi con successo e uno con successo parziale. Il lancio inaugurale è avvenuto il 16 luglio 1990.
Il suo primo fallimento è avvenuto il 21 dicembre 1992, quando un intenso wind shear ha causato la rottura dell'ogiva e la distruzione del satellite 45 secondi dopo la partenza. Il vettore ha continuato l'ascesa, rilasciando quello che rimaneva del carico in orbita terrestre bassa. Il problema è stato risolto al lancio successivo aumentando il numero dei rivetti.
Il secondo fallimento è avvenuto il 25 gennaio 1995, quando il vettore è esploso 50 secondi dopo la partenza. Il produttore del satellite, Hughes, dichiarò che la causa era nuovamente il wind shear, mentre la CASC sostenne che il problema era dovuto all'interfaccia tra lanciatore e carico. Alla fine si decise di riprogettare sia l'ogiva che l'interfaccia.
Durante un altro lancio, il 28 novembre 1995, le forze eccessive provocarono un disallineamento dell'antenna Ku del satellite, causando una riduzione dell'area di copertura.
Il lanciatore è stato ritirato alla fine del 1995 e rimpiazzato con il Lunga Marcia 3B.